# 亨利·华生·福勒
亨利·华生·福勒（英語：Henry Watson Fowler；1858年3月10日—1933年12月26日）是一位英国教师，同时还是词典编纂者，英语用法专家。亨利的代表作有《现代英语用法辞典》（A Dictionary of Modern English Usage），他还参与了《简明牛津英语词典》（Concise Oxford English Dictionary）的编写，被《时代》评价为“天生的词典编纂者”。
从牛津大学毕业之后，青年时期的亨利曾担任过一段时间教师。辞职之后，亨利在伦敦从事自由写作，记者等自由职业，但并不成功。1906起与弟弟弗朗西斯合作出版基本英语语法、英语文体和词典类书籍。1918年弗朗西斯不幸去世之后，亨利仍坚持从事该领域工作。

## 生平

### 学生及青年时期
福勒于1858年3月10日出生于肯特郡汤布里奇。其父罗伯特·福勒牧师与母亲卡罗琳（本姓沃森）原籍德文郡。罗伯特·福勒系剑桥大学毕业生，曾任牧师及校长。亨利出生时，其父正于汤布里奇公学教授数学，后举家迁居邻近的皇家坦布里奇韦尔斯。亨利在八兄妹中居长，1879年父亲早逝后，他承担起照顾弟妹（查尔斯、亚历山大、[爱德华]·西摩、伊迪丝、阿瑟、弗朗西斯及[赫伯特]·塞缪尔）的重任。

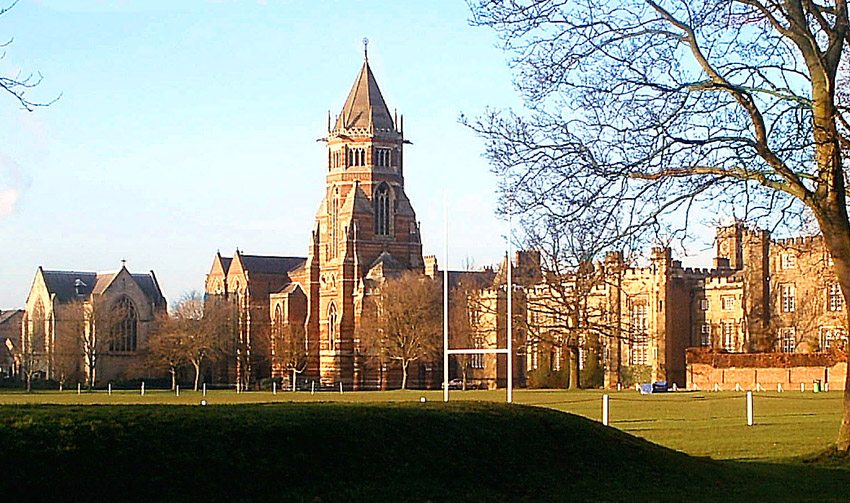
福勒1871至1877年就读的拉格比公学

亨利·福勒曾短暂就读德国寄宿学校，后于1871年入读拉格比公学。他专攻拉丁语与希腊语，曾将珀西·比希·雪莱诗剧《被解放的普罗米修斯》部分章节译成希腊韵文而获校方嘉奖。在校期间参与戏剧社与辩论社活动，毕业学年出任校舍（School House）社长。古典文学教师罗伯特·怀特劳对其影响至深，二人终生保持书信往来。
1877年，福勒进入牛津大学贝利奥尔学院就读。其学业表现较拉格比时期逊色，在学科初试与人文科学终考中均获二等荣誉。虽鲜少参与体育活动，却养成了持续终生的习惯：每日晨跑后即行冷水浴。1881年离校时因未通过神学考试，直至1886年方获正式学位授予。

### 执教时期

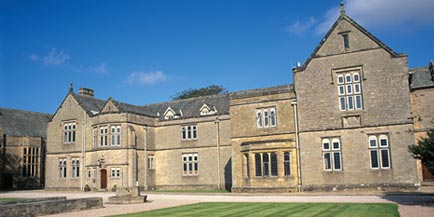
赛德伯中学，亨利福勒在那里教授了20年书

曾受到贝利奥尔学院院长夸奖为“天生的教师”的鼓励，因此亨利在爱丁堡的费蒂斯中学（Fettes College）接受了一份兼职教师的职位。1882年，在呆了两个学期之后，亨利来到了约克郡（现在属于坎布里亚郡）的赛德伯中学（Sedbergh School）担任了一份正式教职。一开始，他教授一年级拉丁语、希腊语和英语，不久就转教六年级。亨利是一个受到尊敬但缺乏热情的教师，由于喜欢吸烟他获得了“难闻的乔伊”（"Joey Stinker"）的绰号。
数位福勒家的男孩在赛德伯得以重聚。查理·福勒曾在一位舍监病假期间在该学担任兼职。亚瑟·福勒从拉格比转到赛德伯度过了他在学校里最后的18个月，稍后在那里成为了一位课外教师。福勒家最棘手、最年幼的弟弟塞缪尔也被送到了赛德伯，这样亨利和亚瑟就能更好地照顾他了。但是，塞缪尔呆了一年就离开了学校，从此音讯全无。亨利·福勒在赛德伯交到了几个毕生的好友，他们常常在假期中结伴去阿尔卑斯山。在这些朋友中包括：约翰·安斯利爵士（St John Ainslie），他是一位音乐老师和漫画家；勒马尔尚（E. P. Lemarchand），他的妹妹最后嫁给了亨利的弟弟亚瑟；伯纳德·塔沃（Bernard Tower），他之后成为了兰辛中学（Lancing College）的校长；还有乔治·库尔顿（George Coulton），他写了第一本关于亨利的传记。
虽然亨利·福勒的是一个牧师的儿子，但他很长一段时期内是无神论者，因此他很少公开谈及他的信仰问题。亨利曾三度有机会成为赛德伯中学的舍监。第三次获得提名时，亨利曾与时任校长的亨利·哈特（Henry Hart）针对获得该职位之后的宗教职责进行过一次长时间的争论。因为舍监必须为学生们准备英国国教坚振礼，但是这与亨利的原则相触，当他发现双方都没有妥协的余地，他放弃了这个机会。

### 在伦敦时期

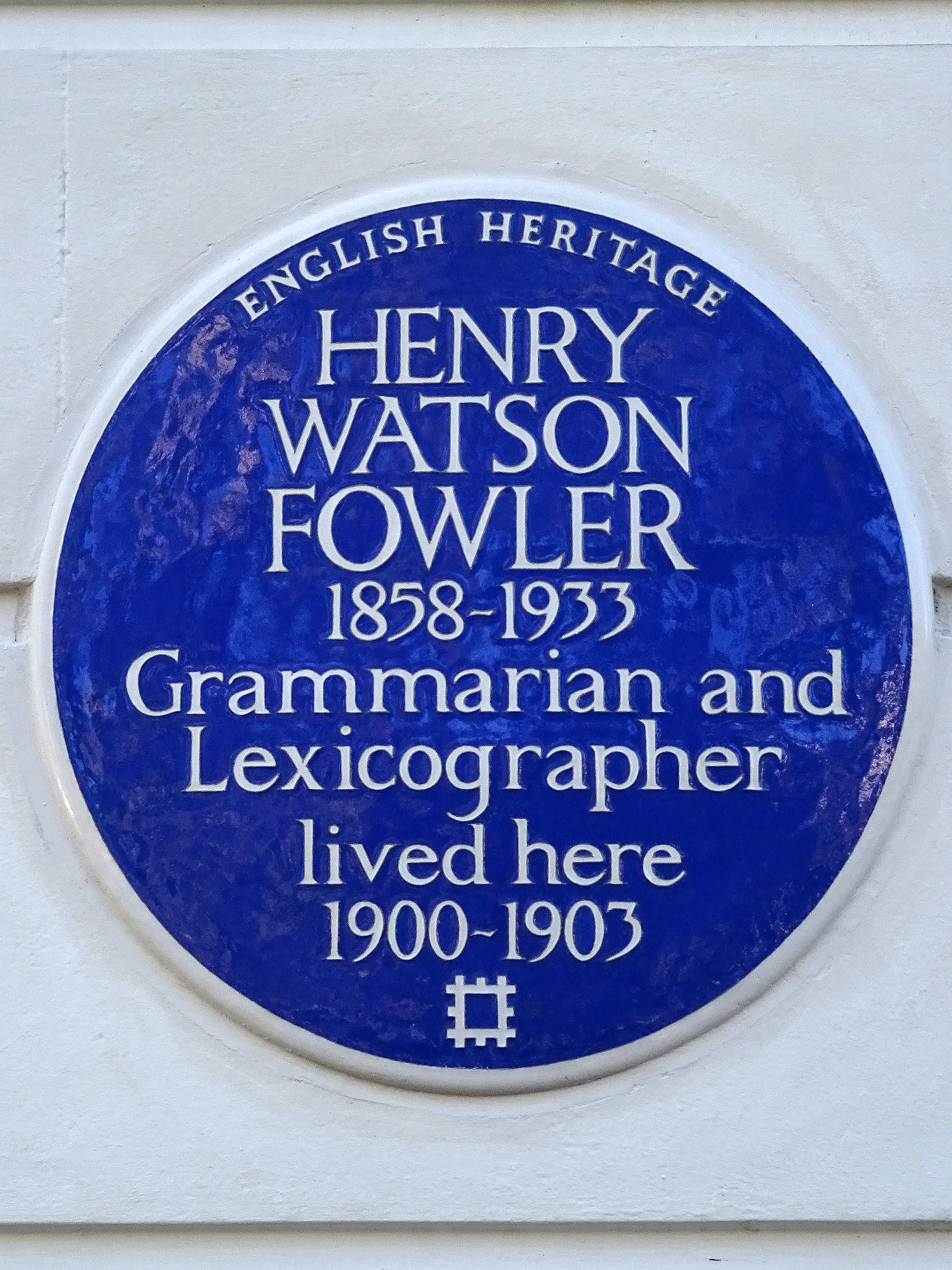
蓝色牌匾，伦敦切尔西保尔顿广场14号

1899年夏，福勒迁居至伦敦切尔西区保尔顿广场14号（现设有纪念他的蓝色牌匾），开始以自由撰稿人和记者身份谋生，依靠微薄的稿酬和父亲留下的小笔遗产维持生计。在其首篇公开发表的文章《我们自以为读过的书》（1900年）中，他首先剖析了英国人佯装熟悉某些著作——诸如莎士比亚作品或是一些被认为“很幼稚”的书籍——这一习性，继而建议品鉴这些作品应"如行家细品陈年佳酿般徐徐回味，而非烈酒之豪饮"。次年，他在短命刊物《盎格鲁-撒克逊评论》上发表《户外伦敦》一文，描绘了新居所的风物声息，盛赞其间的草木葱茏、市井居民的伦敦东区风情，以及夜幕下宛若魔境的景致。

### 合伙出版时期
1903年，亨利搬到了根西岛，与弟弟弗朗西斯一起合作出书。他们的第一个合作计划是翻译琉善的著作。他们的这篇译作被《时代》评为“品质上乘”（"remarkable quality"），并由牛津大学出版社于1905年出版了4部作品。之后，他们完成了风靡世界（"took the world by storm"）的作品《The King's English》（1906年）。该书旨在鼓励人们写作时使用简洁的文风并注意不要滥用字词。
亨利收集了他早年的几篇文章整理成书并以笔名发行，这些作品包括以“Quillet”为名发表的《More Popular Fallacies》（1904年）和以“Egomet”为名发表的《Si mihi —!》（1907年）。1908年，亨利福勒在他的五十岁生日时，迎娶了杰西·玛丽亚·威尔斯（Jessie Marian Wills，1862－1930）为妻，这段婚姻异常甜美但他们并没有孩子。
牛津大学出版社委托福勒兄弟以《牛津英语词典》为蓝本出一卷删节本并取名为《简明牛津英语词典》于1911年发表。自此以后，《简》就定期修订并发行至今。
这之后，兄弟俩还承接了一个相对较小的委托，为《牛津英语词典》编写一本袖珍版本。与此同时，他们还在进行《现代英语用法辞典》的编写。两项工作在1911年同时开始，亨利主要负责《现》的编写而弗朗西斯负责袖珍本的编写。直至第一次世界大战开始，两项工作都没有结束。
1914年，亨利和弗朗西斯志愿加入英国陆军，56岁的亨利为了参军甚至虚报了年龄。1916年，兄弟俩双双因伤病从军队退役并重新开始编写《现》。弗朗西斯因为在英国远征军服役时感染了肺结核， 两年后不幸病逝，享年47岁。弟弟去世之后，亨利·福勒带着妻子搬到了萨默塞特郡的欣顿圣乔治。亨利在那里完成了袖珍牛津词典和《现》，他将这两本书献给了他已故的弟弟。

### 之后的生涯
许多人奉《现代英语用法辞典》为英语的权威指导标准而“亨利·福勒这个名字在所有英语国家家喻户晓”（"made the name of Fowler a household word in all English-speaking countries"）。《时代》杂志称《现》是本“迷死人的书”（"fascinating, formidable book"），温斯顿·丘吉尔也曾建议他的幕僚们去阅读《现》。《现》获得了巨大的成功，在它发行的第一年就重印了三次。到第二版出版之前，《现》额外又重印了12次。
亨利还参与编辑了奥尼恩斯（Charles Talbut Onions）主编的《Shorter Oxford English Dictionary》第一版。1929年，亨利以《If Wishes were Horses》为新标题再版了《Si mihi—!》并将另一篇旧新闻文章更名为《Some Comparative Values》。
亨利·福勒在英格兰欣顿圣乔治的居所“Sunnyside”中去世，享年75岁。

## 影响
时值今日，《The King's English》和《Modern English Usage》仍在发行中。后者由欧内斯特·亚瑟·高尔斯爵士在1965年修订发行了第二版，并在1996年由罗伯特·伯奇菲尔德（Robert Burchfield）经大量整理后重新修订了第三版。罗伯特·艾伦（Robert Allen）基于伯奇菲尔德的版本为该书编写了袖珍本（ISBN 0-19-860947-7）。
一本关于亨利·福勒的传记《The Warden of English》于2001年出版。该书的作者詹妮·麦克莫里斯（Jenny McMorris，1946-2002)是牛津大学出版社《牛津英语字典》的档案保管员。《时代》评价该书是“一本广受好评的传记，严谨地叙述了语言学家和字典编纂者亨利华生福勒一生”（"an acclaimed and meticulously researched biography of the grammarian and lexicographer Henry Watson Fowler."）2008年1月17日，BBC广播4台(BBC Radio 4)在《Afternoon Play》栏目中播出了由作家克里斯·哈纳德（Chris Harrald）编写的一部关于亨利事业及其生平的广播剧《The Word Man》。

## 已出版著作

### 书籍
- More Popular Fallacies. 伦敦: Elliot Stock, 1904.
- 与F. G. 福勒, 共同翻译. The Works of Lucian. 牛津: Clarendon出版社, 1905.
- 与F. G. 福勒, 共同翻译. The King's English. 牛津: Clarendon出版社, 1906.
- Sentence Analysis. 牛津: Clarendon出版社, 1906.
- Si Mihi! 伦敦: Brown, Langham, 1907.
  - 更名后重新发表If Wishes Were Horses. 伦敦: George Allen & Unwin, 1929.
- Between Boy and Man. 伦敦: Watts, 1908.
- 与F. G. 福勒. The King's English, 缩写版. 牛津: Clarendon出版社, 1908.
- 与F. G. 福勒. Concise Oxford Dictionary. 牛津: Clarendon出版社, 1911 [第二版, 1929].
- 与F. G. 福勒. Pocket Oxford Dictionary. 牛津: Clarendon出版社, 1924.
- A Dictionary of Modern English Usage. 牛津: Clarendon出版社, 1926.
- Some Comparative Values. 牛津: Blackwell, 1929.
- Rhymes of Darby to Joan. 伦敦: J. M. Dent & Sons, 1931.
- 与W. Little和J. Coulson. Shorter Oxford English Dictionary. 牛津: Clarendon出版社, 1933.

### 文章
- "Books We Think We Have Read". Spectator, 20 January 1900.
- "Outdoor London". Anglo-Saxon Review, June 1901.
- "Irony and Some Synonyms". Gentleman's Magazine, October 1901, 378.
- "Quotation". Longman's Magazine, January 1901, 241.
- "On Hyphens, 'Shall' & 'Will', 'Should' 'Would' in the Newspapers of Today". Society for Pure English Tract 6. 牛津: Clarendon出版社, 1921.
- "Note on 'as to'". Society for Pure English Tract 8. 牛津: Clarendon出版社, 1922.
- "Grammatical Inversions". Society for Pure English Tract 10. 牛津: Clarendon出版社, 1923.
- "Preposition at End". Society for Pure English Tract 14. 牛津: Clarendon出版社, 1923.
- "Split Infinitive, &c." Society for Pure English Tract 15. 牛津: Clarendon出版社, 1923.
- "Subjunctives". Society for Pure English Tract 18. 牛津: Clarendon出版社, 1924.
- "Notes on fasci, fascisti, broadcast(ed)". Society for Pure English Tract 19. 牛津: Clarendon出版社, 1925.
- "Italic, Fused Participles, &c." Society for Pure English Tract 22. 牛津: Clarendon出版社, 1925.
- "Ing". Society for Pure English Tract 26. 牛津: Clarendon出版社, 1927.
- "Comprise". Society for Pure English Tract 36. 牛津: Clarendon出版社, 1925.[24]